# ائیوی‌خورن
اَئیوی‌خوَرِنَ نام یکی از پارسایان و نام‌آوران زرتشتی است که در فروردین یشت فروشی‌اش ستوده شده است.